# Christina Moore

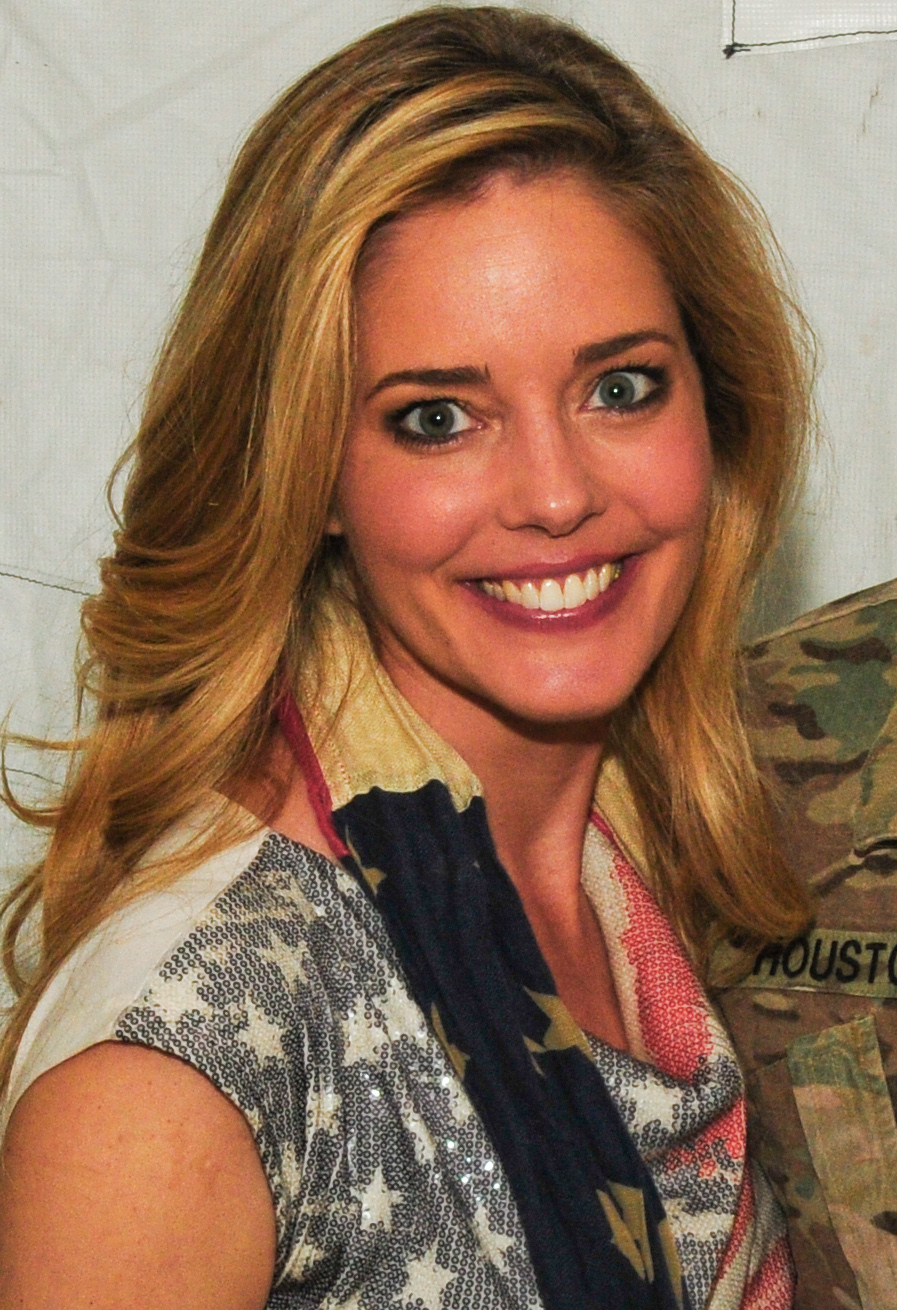
Christina Moore (2014)

Christina Moore  (* 12. April 1973 in Palatine, Illinois) ist eine US-amerikanische Schauspielerin.

## Leben
Christina Moore sang und spielte als junges Mädchen in der örtlichen Kirchengruppe. In der Highschool tourte sie mit einer Kinder-Musical-Theater-Truppe in Chicago. Moores erstes Engagement war eine Rolle im Musical Abraham Lincoln Boyhood (Der junge Mr. Lincoln). Sie absolvierte eine Ausbildung an der Illinois Wesleyan University School of Theatre Arts und  zog danach nach Los Angeles, um ihre Schauspielerkarriere zu verfolgen. Dort erhielt sie Auftritte in The Bad Girl’s Guide und Hyperion Bay. Später hatte sie ständige Rollen in den Fernsehserien Das Geheimnis von Pasadena und Auf schlimmer und ewig. Im Juli 2008 heiratete Moore den Schauspieler John Ducey.

## Filmografie (Auswahl)
- 1996: Beverly Hills, 90210 (Fernsehserie, Folge 7x04 Disappearing Act)
- 1996: Eine schrecklich nette Familie (Married… with Children, Fernsehserie, Folge 11x01 Twisted)
- 1997: Burning Zone – Expedition Killervirus (Burning Zone, Fernsehserie, Folge 1x14 The Last Endless Summer)
- 1998: Auf schlimmer und ewig (Unhappily Ever After, Fernsehserie, 4 Folgen)
- 1998: Friends (Fernsehserie, Folge 4x20 The One with All the Wedding Dresses)
- 2001: Seven Days – Das Tor zur Zeit (Seven Days, Fernsehserie, Folge 3x11 Head Case)
- 2003–2004: Die wilden Siebziger (That ’70s Show, Fernsehserie, 6 Folgen)
- 2008: Two and a Half Men (Fernsehserie, Folge 5x13 The Soil is Moist)
- 2009: Sonny Munroe (Sonny with a Chance)
- 2010: Burn Notice (Fernsehserie, Folgen 3x14 Partners in Crime)
- 2009–2011: Hawthorne (Fernsehserie, 21 Folgen)
- 2011: Born to Race
- 2011–2012: True Blood (Fernsehserie, 4 Folgen)
- 2011–2015: Jessie (Fernsehserie, 7 Folgen)
- 2012: Rules of Engagement (Fernsehserie, Folge 6x11 Missed Connections)
- 2012–2014:  Last Man Standing (Fernsehserie, Folge 1x24 und 3x21)
- 2012: Castle (Fernsehserie, Folge 5x06 The Final Frontier)
- 2017: Camp Kikiwaka (Fernsehserie, Folge 2x13 Legende zu Besuch)
- 2017: Dirt
- 2017–2019: Claws (Fernsehserie, 8 Folgen)
- 2019: American Fighter
- 2020: Lady Driver – Mit voller Fahrt ins Leben (Lady Driver)
- 2020: Roped
- 2020: Wheels of Fortune
- 2022: That’s Amor
- 2022: I Believe in Santa
- 2023: The Nana Project